# Chondroscaphe gentryi
Chondroscaphe gentryi är en orkidéart som först beskrevs av Dodson och Tilman Neudecker, och fick sitt nu gällande namn av Rungius. Chondroscaphe gentryi ingår i släktet Chondroscaphe och familjen orkidéer. Inga underarter finns listade i Catalogue of Life.